# Джунгли (фильм, 2017)
«Джунгли» (англ. Jungle) — австралийский биографический триллер режиссёра Грега Маклина. Фильм поставлен по мотивам книг Йосси Гинсберга, посвящённых истории его выживания в джунглях Амазонки. В главных ролях Дэниэл Рэдклифф и Томас Кречман.

## Сюжет
Основанная на реальных событиях история о группе приятелей, отправляющихся в джунгли Боливии.
В начале 1980-х годов после трёх лет службы в израильской армии искатель приключений Йосси Гинсберг (Дэниел Рэдклифф) отправляется в Боливию исследовать джунгли Амазонки. Там он встречает шведского школьного учителя Маркуса Штамма и его друга американского фотографа Кевина Гейла. В Ла-Пасе проводник австриец Карл Рухпректер обещает отвести путешественников к затерянному в джунглях индейскому племени. Йосси уговаривает друзей идти через джунгли.
Несколько дней они идут по джунглям. Из-за повреждённых ног Маркуса путешественники решают разделиться: Карл и Маркус вернутся пешком в Ла-Пас через три дня, а Йосси и Кевин продолжат путь на плоту по реке. Когда их плот сильным течением разбивается, друзья теряют друг друга. Не найдя Кевина, Йосси пытается выбраться из джунглей и позвать на помощь. Ему приходится самостоятельно искать пропитание, укрываться от дождя и хищников, преодолевать опасные препятствия и чувство отчаяния. День за днём надежда на спасение тает, и Йосси задаётся вопросом о возможности спасения из джунглей.
Тем временем Кевина находят местные жители и отвозят его в Рурренабаке, в 200 км от местонахождения Йосси в Куриплайя. Кевин отказывается верить властям, что найти живым Йосси спустя столько недель невозможно, и уговаривает лодочника пойти по реке за другом. Обессиленного, израненного Йосси они находят на берегу.
В эпилоге говорится, что Карла и Маркуса больше никогда не видели.

## В ролях
- Дэниел Рэдклифф — Йосси Гинсберг[5]
- Томас Кречман — Карл Рухпректер[6]
- Алекс Расселл — Кевин Гейл[6]
- Яцек Коман — Мони Гинсберг
- Пэрис Молетти — боливиец
- Ясмин Кассим — Кина
- Лили Салливан — Эми
- Джоэл Джексон — Маркус
- Луис Хосе Лопес — Тико
- Энджи Милликен — Стелла

## Производство
10 февраля 2016 года было объявлено, что главную роль в фильме исполнит Дэниел Рэдклифф . 21 марта к проекту присоединились Томас Кречман и Алекс Расселл. Основной съёмочный процесс начался 19 марта 2016 года и продлился до 13 апреля. Съемки картины прошли в Колумбии и в Квинсленде (Австралия), который, по уверению режиссёра, выглядел «больше похожим на джунгли Амазонки чем сами джунгли». Во время своего путешествия Йосси потерял около 15 кг веса (35 фунтов). Рэдклифф хотел правдоподобно показать страдания героя. Поэтому он добровольно сел на строгую диету на все время производства картины и занимался с тренером. Непосредственно перед съемками он полностью голодал два дня. «Я не сторонник того что необходимо полностью вжиться в образ, но так мне было бы проще заставить зрителя поверить в историю», — успокаивал своих близких опасавшихся за его состояние Дэниел. Йосси утверждал, что огненный трюк с зажигалкой и спреем отпугнувшим хищника, он подсмотрел в фильмах о Джеймсе Бонде и эффектная сцена попала в фильм.

## Прокат
3 августа 2017 года состоялась премьера фильма на Международном кинофестивале в Мельбурне. Фильм вышел в прокат в Великобритании, Литве и Латвии 20 октября 2017 года, в России и на Украине — 2 ноября 2017 года, во Вьетнаме — 10 ноября 2017 года, в Индонезии — 24 марта 2018 года.

## Критика
Картина продолжила тему робинзонады и выживания, начатую Рэдклифом в «Человеке — швейцарском ноже» и Маклином в «Волчьей яме». Объединял эти картины также низкий бюджет и инди-стилистика. Картина 2017 года описывает злоключения случайного робинзона, обычного городского жителя, не имевшего практически никакой реальной подготовки к выживанию в условиях джунглей. Оценка критиков оказалась разноречивой. Сайт Роджера Эберта отметил интересную работу оператора. Диалоги оставляют желать лучшего и явно не самая сильная часть «Джунглей», где главенствует визуальная составляющая. Не радует зрителя и довольно ненатуральный акцент Дэниела, изображающего иностранца. Однако вторая часть картины резко проигрывает первой. Усилия Рэдклифа по достоверному изображению страданий главного героя никак не раскрываются. Вместо этого режиссёр увлекается специальными эффектами и видениями, посещавшими главного героя. Джанет Кастулис (NY Times) отметила усилия актёра и то, что вытягивать картину пришлось одному Рэдклиффу. Второстепенные герои в действии совершенно малозаметны.